# David Alan Basche
David Alan Basche (Hartford, 25 agosto 1968) è un attore statunitense.

## Biografia
Nasce a Hartford, nel Connecticut, il 25 agosto 1968 e intraprende giovanissimo il suo primo ruolo di recitazione, in una produzione scolastica intitolata Le avventure di Tom Sawyer, al sesto grado della scuola elementare Norfeldt di West Hartford. Durante i suoi studi nella scuola media King Philip, Basche ha partecipato a numerosi spettacoli presentati dalla Comunità ebrea di Hartford, ottenendo vari ruoli in più di 10 rappresentazioni nella William H. Hall High School della sua città.
Il suo debutto nel cinema avviene con la sitcom Oh Grow Up (1999), creata da Alan Ball; due anni dopo, ottiene il ruolo di Steven Keats nella serie televisiva Three Sisters. Nel 2005, appare nel film di Steven Spielberg, La guerra dei mondi, nel ruolo di Tim, il patrigno di Rachel Ferrier (interpretato da Dakota Fanning); l'anno successivo interpreta Todd Beamer nel film United 93, diretto da Paul Greengrass. Nel 2007, ottiene per la prima volta un ruolo da protagonista in I'll Believe You, commedia familiare americana; contemporaneamente lavora per un'altra serie, intitolata The Starter Wife.

### Vita privata
Basche è attualmente sposato con l'attrice statunitense Alysia Reiner; i due si sono conosciuti a teatro durante la messa in scena di una commedia di William Shakespeare, intitolata La dodicesima notte. Il 5 dicembre 2008, la coppia ha avuto una figlia chiamata Livia Charles Basche.

## Filmografia parziale

### Cinema
- Hourly Rates, regia di Todd Portugal (2002)
- Full Frontal, regia di Steven Soderbergh (2002)
- Bandwagon, regia di Karri Bowman (2004)
- La guerra dei mondi (War of the Worlds), regia di Steven Spielberg (2005)
- Crazylove, regia di Ellie Kanner (2005)
- Shut Up and Sing, regia di Bruce Leddy (2006)
- United 93, regia di Paul Greengrass (2006)
- Schooled, regia di Brooks Elms (2007)
- I'll Believe You, regia di Paul Francis Sullivan (2007)
- The Other Way Round, regia di Geoffery Quan – cortometraggio (2008)
- Quality Time, regia di Colin Marshall – cortometraggio (2008)
- Sex and the City 2, regia di Michael Patrick King (2010)
- I guardiani del destino (The Adjustment Bureau), regia di George Nolfi (2011)
- Real Steel, regia di Shawn Levy (2011)
- La scomparsa di Sidney Hall (The Vanishing of Sidney Hall), regia di Shawn Christensen (2017)

### Televisione
- Così gira il mondo (As the World Turns) – serie TV (1997)
- Law & Order - I due volti della giustizia (Law & Order) – serie TV, 3 episodi (1998-2009)
- Oh, Grow Up – serie TV, 12 episodi (1999)
- The Division – serie TV, 1 episodio (2001)
- Ed – serie TV, 1 episodio (2001)
- Three Sisters – serie TV, 18 episodi (2001-2002)
- CSI - Scena del crimine (CSI: Crime Scene Investigation) – serie TV, 1 episodio (2002)
- Frasier – serie TV, 2 episodi (2003)
- Miss Match – serie TV, 2 episodi (2003)
- Mr. Ed, regia di Michael Spiller – film TV (2004)
- Carry Me Home, regia di Jace Alexander – film TV (2004)
- Play Dates, regia di Ted Wass – film TV (2005)
- Rescue Me – serie TV, 2 episodi (2005)
- Law & Order: Criminal Intent – serie TV, 2 episodi (2006-2011)
- 30 Rock – serie TV, 1 episodio (2007)
- Lipstick Jungle – serie TV, 7 episodi (2008)
- The Starter Wife – serie TV, 13 episodi (2008)
- Law & Order - Unità vittime speciali (Law & Order: Special Victims Unit) – serie TV, episodi 11x14, 26x11 (2010, 2025)
- The Exes – serie TV, 64 episodi (2011-2015)
- Person of Interest – serie TV, episodio 3x02 (2013)
- Chicago P.D. – serie TV, episodio 3x09 (2015)
- Blindspot – serie TV, episodio 1x17 (2016)
- NCIS: New Orleans – serie TV, episodio 3x15 (2017)
- The Blacklist: Redemption – serie TV, episodio 1x04 (2017)
- Bull – serie TV, episodio 3x22 (2019)
- Bluff City Law – serie TV, episodio 1x07 (2019)
- Lioness – serie TV, episodio 1x03 (2023)
- The Diplomat – serie TV, episodio 2x03 (2024)

## Doppiatori italiani
Nelle versioni in italiano delle opere in cui ha recitato, David Alan Basche è stato doppiato da:
- Massimo De Ambrosis in Three Sisters, White Collar
- Sandro Acerbo in CSI - Scena del crimine
- Stefano Onofri in Miss Match
- Enrico Di Troia ne La guerra dei mondi
- Danilo Di Martino in United 93
- Luigi Rosa in Law & Order: Criminal Intent (ep. 5x14)
- Danilo Bruni in Law & Order: Criminal Intent (ep. 10x04)
- Davide Marzi in 30 Rock
- Manfredi Aliquò in Lipstick Jungle
- Alessio Cigliano in Law & Order - Unità vittime speciali (ep. 11x14)
- Andrea Lavagnino in Law & Order - Unità vittime speciali (ep. 26x11)
- Francesco Pezzulli in The Mentalist
- Francesco Bulckaen in Person of Interest
- Massimo Bitossi in Chicago P.D.
- Marco Baroni in Blindspot
- Maurizio Fiorentini in Blue Bloods
- Giorgio Borghetti in Elementary
- Stefano Alessandroni in Bull
- Roberto Certomà in Operazione speciale: Lioness
- Stefano Sperduti in The Diplomat